# Comuna Lisove, Dubrovîțea
Lisove (în ucraineană Лісове) este o comună în raionul Dubrovîțea, regiunea Rivne, Ucraina, formată din satele Lisove (reședința) și Ozersk.

## Demografie
Componența lingvistică a comunei Lisove
     Ucraineană (98,73%)
     Alte limbi (1,17%)
Conform recensământului din 2001, majoritatea populației comunei Lisove era vorbitoare de ucraineană (98,73%), existând în minoritate și vorbitori de alte limbi.